# Anklav
Anklav è una suddivisione dell'India, classificata come municipality, di 19.805 abitanti, situata nel distretto di Anand, nello stato federato del Gujarat. In base al numero di abitanti la città rientra nella classe IV (da 10.000 a 19.999 persone).

## Geografia fisica
La città è situata a 22° 23' 29 N e 72° 59' 40 E.

## Società

### Evoluzione demografica
Al censimento del 2001 la popolazione di Anklav assommava a 19.805 persone, delle quali 10.435 maschi e 9.370 femmine. I bambini di età inferiore o uguale ai sei anni assommavano a 2.727, dei quali 1.459 maschi e 1.268 femmine. Infine, coloro che erano in grado di saper almeno leggere e scrivere erano 12.324, dei quali 7.412 maschi e 4.912 femmine.